# Kónya Ferenc
Kónya Ferenc Elemér (Budapest, 1892. december 9. – 1977. március 11.) labdarúgóedző, lapszerkesztő.

## Családja
Kónya Lajos és Fleischer Julianna fiaként született. 1922. március 6-án Budapesten házasságot kötött a nála négy évvel fiatalabb Takács Márta Máriával, Takács József András és Ökrös Terézia Valéria lányával.

## Edzőként
A SV Werder Bremen jogelődje volt az első brémai klub, aki profi edzőt alkalmazott Kónya személyében.
A párizsi olimpiára való felkészülés jegyében 1924 januárjában Kónyát nevezték ki az észt válogatott élére. A szakember érdekes körülmények között került Észtországba: az ottani olimpiai bizottság elnöke levélben kért tanácsot a budapesti Sporthírlap egyik szerkesztőjétől, hogy kit szerződtessenek. A szerkesztő a Svájcból éppen akkor hazaérkezett Kónyát ajánlotta, aki az észtek abbéli feltételének is megfelelt, hogy az edző tudjon oroszul: az első világháborúban ugyanis orosz fogságba esett, ahol megtanulta a nyelvet.
Kónya néhány héttel megérkezése után elégedettségének adott hangot:
"Az észt nép, amely büszkén hangoztatja a magyarokkal való rokonságát és nagyra becsül bennünket előrehaladott kultúránkért, rátermett a sport művelésére. Nemcsak a téli sportokban vívtak ki maguknak előkelő nevet, de az atlétikában is fényes pozíciót töltenek be. Futballban még hátra vannak. Az itteni klíma nem engedi meg az intenzív gyakorlást és az év egyik telében pihenésre vannak kárhoztatva."
1924 májusában, az olimpia előtt pár nappal a csapat Budapestre is ellátogatott, onnan mentek tovább Párizsba, ahol szoros mérkőzésen kikaptak az Egyesült Államoktól és így kiestek a tornáról.

Az olimpia után Kónyát korábbi segédedzője, Nagy Ferenc váltotta a válogatott élén. Kónya később Franciaországban, Olaszországban és Svájcban folytatta edzői pályafutását.
| Időpont        | Helyszín                 | Mérkőzés típusa     | Mérkőzés                    | Eredmény | Játékvezető       |
| -------------- | ------------------------ | ------------------- | --------------------------- | -------- | ----------------- |
| 1924 május 25. | Pershing Stadion, Párizs | selejtező, első kör | Egyesült Államok–Észtország | 1 : 0    | Paul Putz (belga) |